# 日本東洋医学会
一般社団法人日本東洋医学会（にほんとうよういがくかい、The Japan Society for Oriental Medicine）は、東洋医学（漢方・鍼灸・生薬・日本医学）に関する研究の発表等を通じ、東洋医学の進歩普及に貢献し、学術文化発展に寄与することを目的とした学術団体である。日本医学会の分科会加盟学会の一つ。

## 沿革

### 略史
- 1950年（昭和25年）：日本東洋医学会として設立[1]。
- 1954年（昭和29年）：文部省大学学術局に学会として登録[2]。
- 1956年（昭和31年）：日本学術会議が学会として認定[2]。
- 1977年（昭和52年）：社団法人として認可される[1]。
- 1991年（平成3年）：日本医学会から加盟の承認を得る[3][4]。
- 2012年（平成24年）：一般社団法人に移行[5]。

### 設立前史
日本東洋医学会設立の前兆あるいは学会の前身となる組織は以下のとおり。
- 千葉医科大学東洋医学自由講座：東洋医学の復興を提唱していた千葉医科大学（現千葉大学医学部の前身）眼科教授の伊東弥恵治の責任管理により、1947年（昭和22年）千葉医科大学の公認課外講座として「東洋医学自由講座」が設置された。鈴木宜民、藤平健、長濱善夫、武藤留吉などが推進役となり、講座が運営されていた。同年、学会設立の企画（仮称「東洋医学会」）が立てられるが、この段階では実現しなかった。しかし後に日本東洋医学会が設立した際には、千葉医科大学内に学会本部を置くことになる[2]。
- 横浜温故医会：千葉医大の自由講座に学外講師としても参加していた龍野一雄が中心となり、1948年（昭和23年）横浜市立医学専門学校（現横浜市立大学医学部の前身）内に「横浜温故医会」が設立された。校長の高木逸磨、教授桧物一三、助手石原明などの学内賛同者のほか横浜近郊の医師、薬剤師、鍼灸師などによって組織され、月例会を開き漢方医学の研究を行っていたが、龍野の東京移転に伴って休会状態となった[2]。
- 漢方集談会：東京に移った龍野は、矢数道明、大塚敬節、長濱善夫、丸山昌郎らを中心に1949年（昭和24年）から「漢方集談会」を毎月自宅で開催するようになる。月例会では研究発表や古典の輪読などが行われていたが、同年10月、本会を学会準備委員会に切り替えることを龍野が提案し、翌月11月から準備委員会として活動していった[2]。
- 東医会：関西では薬剤師の山元豊治（章平）が幹事となって古典の解説を主な活動とする木曜会があったが、1950年（昭和25年）2月、この会から細野史郎、森田之皓（幸門）ら一部メンバーが中心となって研究団体「東医会」が発足した。東医会は、学会が正式に結成された後は関西支会として学会傘下に編入されることを予定していた[2]。

学会準備委員会の委員として、細野史郎、大塚敬節、和田正系、龍野一雄、長濱善夫、矢数道明、山崎順、丸山昌郎、間中喜雄、藤平健、森田之皓の11名が決定し、勧誘活動や創立総会の準備が進められた。龍野の出身校である慶應義塾大学の薬理学教授阿部勝馬の斡旋により創立総会会場として慶應義塾大学北里記念図書館講堂を借りることとなり、1950年（昭和25年）3月の創立総会を経て、98名の学会員で設立された。
事業
主な事業は以下のとおり。
1. 学術集会開催
2. 会誌その他出版物発行
3. 専門医認定制度
4. 東洋医学関連の調査研究
5. 関連諸機関との提携・交流

## 学術雑誌
- 『日本東洋医学会雑誌』（略称：日東医誌、英名：Kampo Medicine、英略称：Kampo Med）[7]

1年間に6号の学会誌と学術総会抄録号を発行。2008年12月、現在通巻259号（第59巻第6号）。
2008年、科学技術振興機構が行う電子アーカイブ事業の対象誌に選定される（J-STAGEサイトにて公開）。

## 学術総会
- 学術総会を年1回
- 支部学術総会、県部会、専門医地区学術講演会など年間計70回程度[1]

## 学会事務所
東京都港区海岸1丁目9-18国際浜松町ビル

## 支部
北海道、東北、関東甲信越、東海、北陸、関西、中四国、九州の8支部

## 専門医認定制度
1989年（平成元年）認定医制度発足。
日本専門医機構（旧 学会認定医制協議会）加盟制度。
認定医数：2,755名　

## 会員数
- 正会員：8,249名（内訳：医師7,044名、歯科医師39名、薬剤師800名、鍼灸師349名、研究職17名）
- 賛助会員：312名
- 合計：8,561名（2008年3月現在）[1]

## 歴代会長
| 代   | 氏名               | 年度          |
| ---- | ------------------ | ------------- |
| 初代 | 龍野一雄（理事長） | -1951年度     |
| 1    | 細野史郎           | 1952-1954年度 |
| 2    | 和田正系           | 1955-1956年度 |
| 3    | 大塚敬節           | 1957-1958年度 |
| 4    | 矢数道明           | 1959-1962年度 |
| 5    | 藤平健             | 1963-1964年度 |
| 6    | 相見三郎           | 1965-1967年度 |
| 7    | 伊藤清夫           | 1968-1972年度 |
| 8    | 坂口弘             | 1973-1976年度 |
| 9    | 山田光胤           | 1977-1980年度 |
| 10   | 寺師睦宗           | 1981-1982年度 |
| 11   | 室賀昭三           | 1983-1986年度 |
| 12   | 大塚恭男           | 1987-1988年度 |
| 13   | 室賀昭三           | 1989-1990年度 |
| 14   | 松田邦夫           | 1991-1994年度 |
| 15   | 宮本昭正           | 1995-1998年度 |
| 16   | 代田文彦           | 1999-2001年度 |
| 17   | 石橋晃             | 2002-2004年度 |
| 18   | 石野尚吾           | 2005-2008年度 |
| 19   | 寺澤捷年           | 2009-2011年度 |
| 20   | 石川友章           | 2011-2015年度 |
| 21   | 佐藤弘             | 2015-2019年度 |
| 22   | 伊藤隆             | 2019-         |